# Âme de clown
Pour plus de détails, voir Fiche technique et Distribution.
Âme de clown est un film français réalisé par Marc Didier, sorti en 1933.

## Fiche technique
- Titre : Âme de clown
- Réalisation : Marc Didier
- Auteur de l'œuvre originale : Yvan Noé
- Décors : Jean d'Eaubonne
- Photographie : Georges Raulet et Raoul Aubourdier
- Montage : Andrée Feix
- Musique : Jane Bos
- Société de production : Compagnie Française de Cinématographie (CFC)
- Pays de production : France
- Format : Noir et blanc - Mono - 35 mm
- Genre : Comédie dramatique
- Durée : 90 minutes
- Date de sortie : 
  - France : 13 octobre 1933

## Distribution
- Pierre Fresnay : Jack
- Alfred Pasquali : Teddy
- Pierrette Caillol : Suzette
- Polaire
- René Blancard
- Pauline Carton
- Henri Crémieux
- Claire Gérard
- Pierre Huchet
- Oléo
- Jean Paqui
- Georges Rollin
- Robert Seller